# Principe de d'Alembert
Pour les articles homonymes, voir D'Alembert (homonymie).

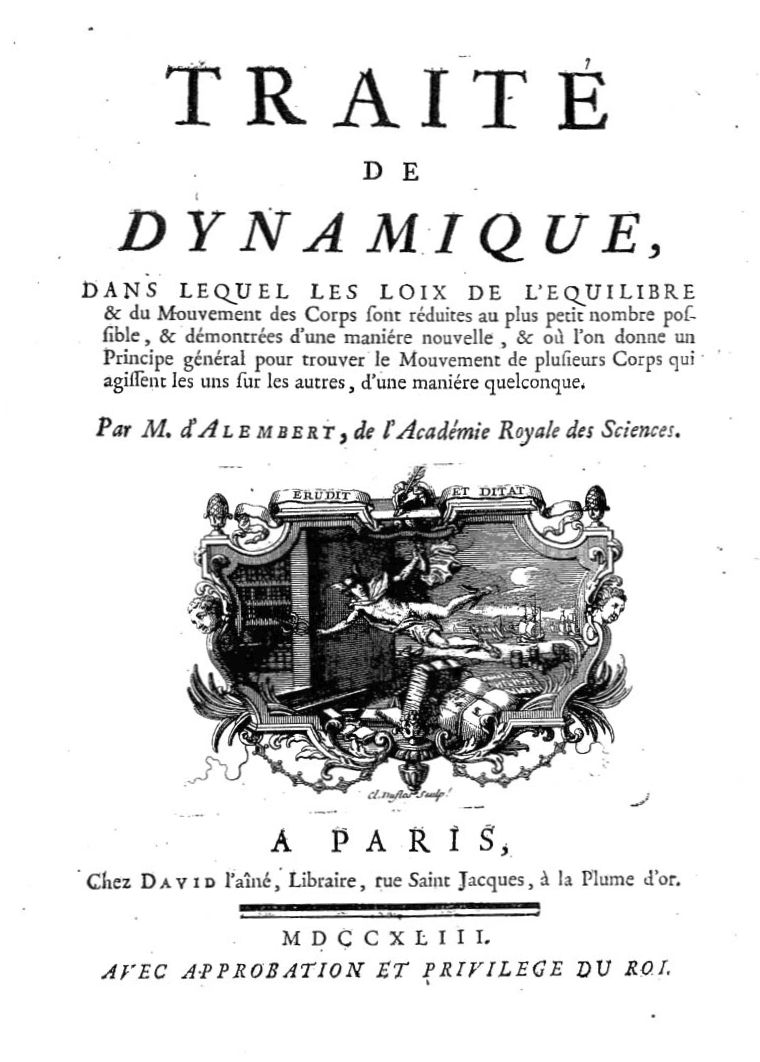
Traité de dynamique par Jean Le Rond d'Alembert, 1743. Le savant français y énonça le principe de la quantité de mouvement, également connu sous le nom de «Principe de d'Alembert».

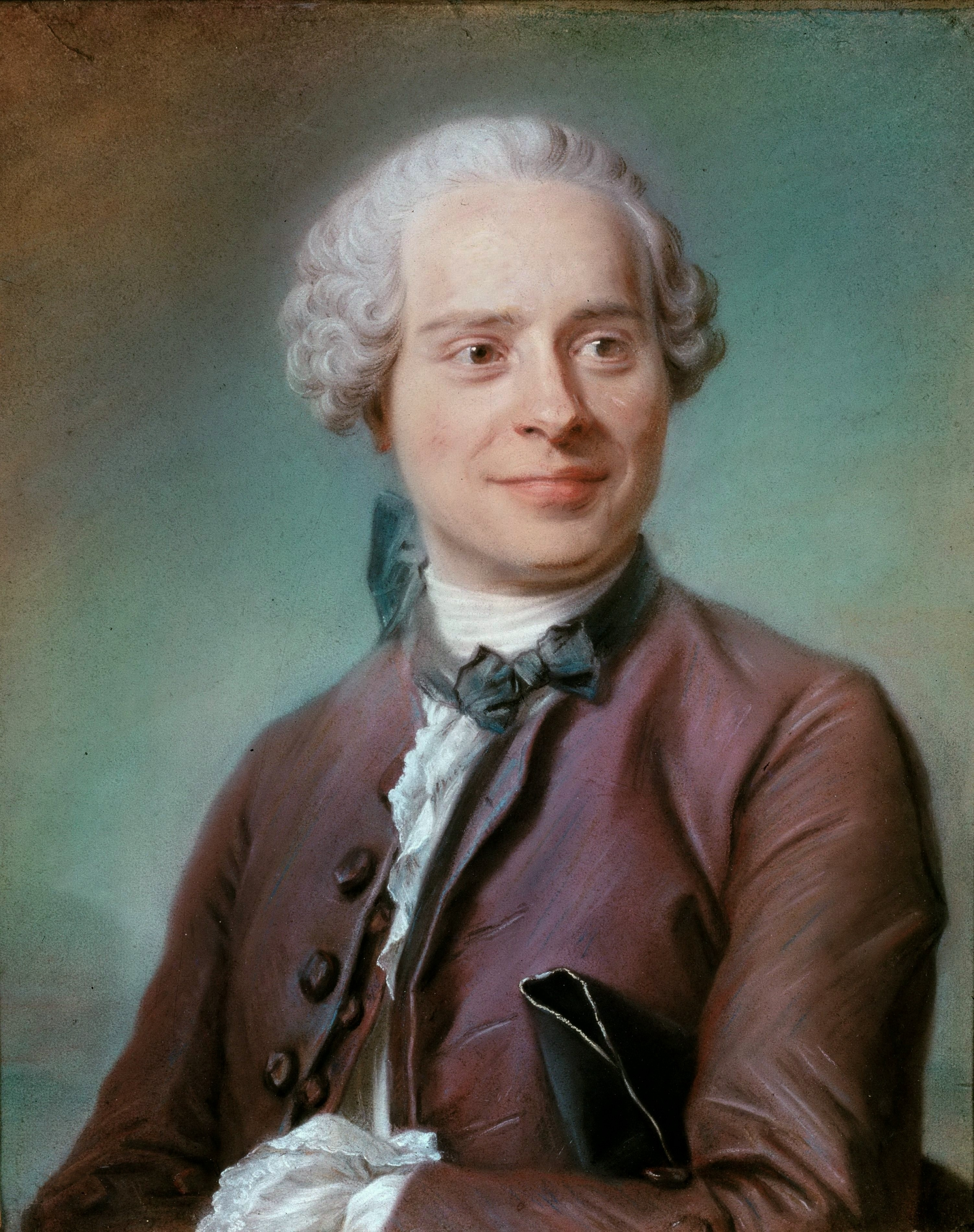
d’Alembert.

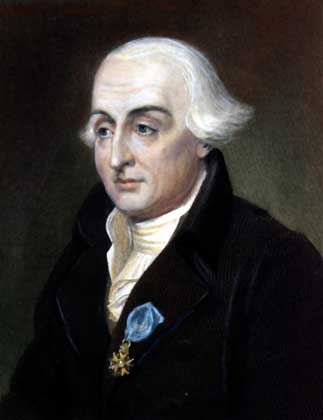
Lagrange.

Le principe de d'Alembert est un principe de mécanique analytique affirmant que l'ensemble des forces de contrainte d'un système ne travaille pas lors d'un déplacement virtuel.
Ce principe a été énoncé, en des termes différents, en 1743 par Jean le Rond d'Alembert dans son Traité de dynamique ; il a ensuite été utilisé par Joseph-Louis Lagrange dans le développement de la mécanique analytique, notamment pour redémontrer en 1788 les équations d'Euler-Lagrange à partir du principe fondamental de la dynamique, sans passer par le principe de moindre action (méthode qui lui avait permis de les trouver en 1756).
En fait, ce principe postule que, par exemple, la table sur laquelle est posé un objet est passive (n'oppose que des forces de réaction au corps) et ne va pas lui fournir une quelconque accélération ni énergie.

## Formulation mathématique
On suppose que le système est caractérisé par un ensemble fini P de points matériels soumis à des contraintes (rigidités, limites du domaine d'évolution, articulations mécaniques, etc.), mais sans frottement.
Définition d'un déplacement virtuel {\displaystyle \delta {\vec {r}}} du système : c'est un déplacement instantané et infinitésimal des points de P, et respectant les contraintes physiques.
Les forces de contraintes sont les forces s'appliquant au corps, faisant qu'il respecte les contraintes physiques (force de réaction de la table sur laquelle est posé le corps, résistance de la rigidité aux forces extérieures,...).
Le principe de d'Alembert dit que l'ensemble des forces de contraintes appliquées à un système ne travaille pas (ne produit ni ne consomme d'énergie) lors d'un déplacement virtuel :
Si les forces de contraintes sont {\displaystyle {\vec {R}}_{i}} pour chaque {\displaystyle i\in P}, alors pour tout déplacement virtuel {\displaystyle \left(\delta {\vec {r}}_{i}\right)_{i\in P}} du corps, on a :
{\displaystyle \sum _{i\in P}{\vec {R}}_{i}\cdot \delta {\vec {r}}_{i}=0} (équation de d'Alembert),
avec {\displaystyle \ {\vec {a}}_{i}} l'accélération et {\displaystyle {\vec {F}}_{i}} la somme des forces (qui ne sont pas de contrainte) s'exerçant en {\displaystyle \ i\in P}, et en utilisant le principe fondamental de la dynamique qui s'écrit {\displaystyle \textstyle m_{i}.{\vec {a}}_{i}={\vec {F}}_{i}+{\vec {R}}_{i}}, on obtient
{\displaystyle \sum _{i\in P}\left({\vec {F}}_{i}-m_{i}{\vec {a}}_{i}\right)\cdot \delta {\vec {r}}_{i}=0}

## Démontrer les équations de Lagrange
En coordonnées cartésiennes, et dans un référentiel inertiel, l'équation de d’Alembert et le principe fondamental de la dynamique donnent {\displaystyle \sum _{i\in P}\left({\vec {F}}_{i}-m_{i}{\vec {a}}_{i}\right)\cdot \delta {\vec {r}}_{i}=0} ; avec n coordonnées généralisées on obtient {\displaystyle \sum _{j=1}^{n}\left(Q_{j}-A_{j}\right)\cdot \delta q_{j}=0}, où {\displaystyle \ \left(Q_{j}\right)_{j=1,..,n}} et {\displaystyle \ \left(A_{j}\right)_{j=1,..,n}} sont, respectivement, les force et accélération généralisées.
Si les coordonnées généralisées sont indépendantes, alors on peut en déduire {\displaystyle \ A_{j}=Q_{j}}, pour tout {\displaystyle \ j=1,...,n}.
L'énergie cinétique totale du système s'écrit {\displaystyle \ T={1 \over 2}\sum _{i\in P}m_{i}\left({\dot {\vec {r}}}_{i}\right)^{2}} .
Quelques calculs montrent que {\displaystyle \ A_{j}={d \over dt}{\frac {\partial T}{\partial {\dot {q}}_{j}}}-{\frac {\partial T}{\partial q_{j}}}}. On arrive alors à l'égalité {\displaystyle \ {d \over dt}{\frac {\partial T}{\partial {\dot {q}}_{j}}}-{\frac {\partial T}{\partial q_{j}}}=Q_{j}}.
D'où, si la force est conservative (c'est-à-dire {\displaystyle \ Q_{j}=-{\frac {\partial U}{\partial q_{j}}}} et {\displaystyle \ {\frac {\partial U}{\partial {\dot {q}}_{j}}}=0}) ou bien si {\displaystyle \ Q_{j}={d \over dt}{\frac {\partial U}{\partial {\dot {q}}_{j}}}-{\frac {\partial U}{\partial q_{j}}}} (comme dans le cas de la force électromagnétique), en posant {\displaystyle \ L=T-U} on conclut :
Si les coordonnées généralisées ne sont pas indépendantes, et s'il n'y a qu'une contrainte, alors on peut en déduire que {\displaystyle \ A_{j}-Q_{j}=\lambda .Z_{j}}, pour tout {\displaystyle \ j=1,...,n}, et où {\displaystyle \ (Z_{j})_{j=1,...,n}} est un vecteur proportionnel au vecteur de la force généralisée de la contrainte (et qui est assez facilement calculable pour une contrainte holonome), avec {\displaystyle \ \lambda =\lambda (q,{\dot {q}},t)} le coefficient de proportionnalité associé (multiplicateur de Lagrange). Chaque contrainte ajoute un terme similaire supplémentaire. On obtient alors :